# Sport à Reims
La ville de Reims est la première ville sacrée ville la plus sportive de France par le quotidien L'Équipe en 1937.

## Présentation générale
Reims est le berceau de l'hébertisme. Le lieutenant de vaisseau Georges Hébert fut invité par le marquis Melchior de Polignac à mettre en pratique sa méthode naturelle dans le parc Pommery, créé en 1907 (aujourd'hui parc de Champagne), un espace de 22 ha consacré aux loisirs et aux sports. Une véritable École supérieure de formation des professeurs de gymnastique est alors créée, dont Hébert devient le directeur en 1913. Le stand de tir de la Société de tir de Reims, à Tinqueux, a accueilli une épreuve de tir des Jeux olympiques d'été de 1924.
De nombreux équipements se trouvent à Reims : dix-huit grands équipements (stades ou complexes sportifs), un terrain de baseball, quarante-deux gymnases, six piscines, six courts de tennis, cinq terrains de sport, deux patinoires, un hippodrome, deux boulodrome, deux mur d'escalade, trois skate-parc, un stand de tir, une piste pour autos radiocommandées, deux bases pour l'aviron.
L'Office des Sports de la Ville de Reims recense près de 200 associations sportives Rémoises. Il organise la Faites du Sport et les Sacres du Sport.

## Principaux équipements sportifs

### Stade Auguste-Delaune

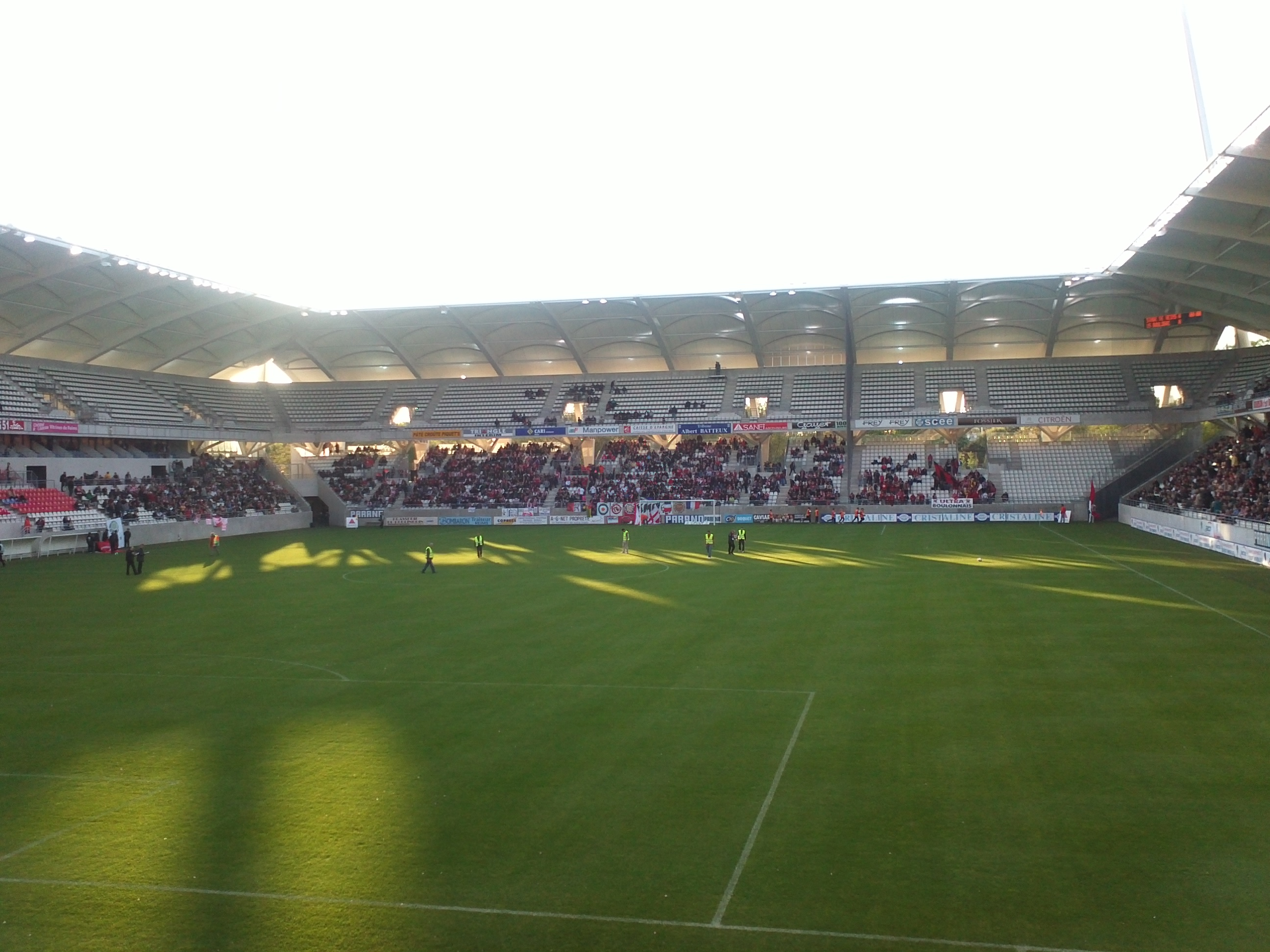
Stade Auguste-Delaune

Le stade accueille principalement les matchs de football du Stade de Reims. Inaugurée en 1935 et reconstruite intégralement entre 2004 et 2008, l'enceinte peut accueillir 21 728 spectateurs dans sa configuration actuelle. Le match entre la Hongrie et les Indes néerlandaises de la Coupe du monde de football de 1938 y fut organisé. Divers évènements cyclistes tels que des arrivées d'étapes du Tour de France ou le Grand Prix de Reims furent également organisés dans l'enceinte avant la disparition de la piste.

### Patinoire Bocquaine
Ouverte en 1968, elle accueille les matchs de hockey sur glace du Reims Champagne Hockey surnommés les Phénix qui ont succédé en 2002 au Hockey Club de Reims. Elle abrite également le Club de Patinage Artistique de Reims. Plusieurs championnats de France de patinage artistique ainsi que de patinage de vitesse sur piste courte ont été organisés dans cette enceinte. Aujourd'hui disparu.

### Complexe aqualudique

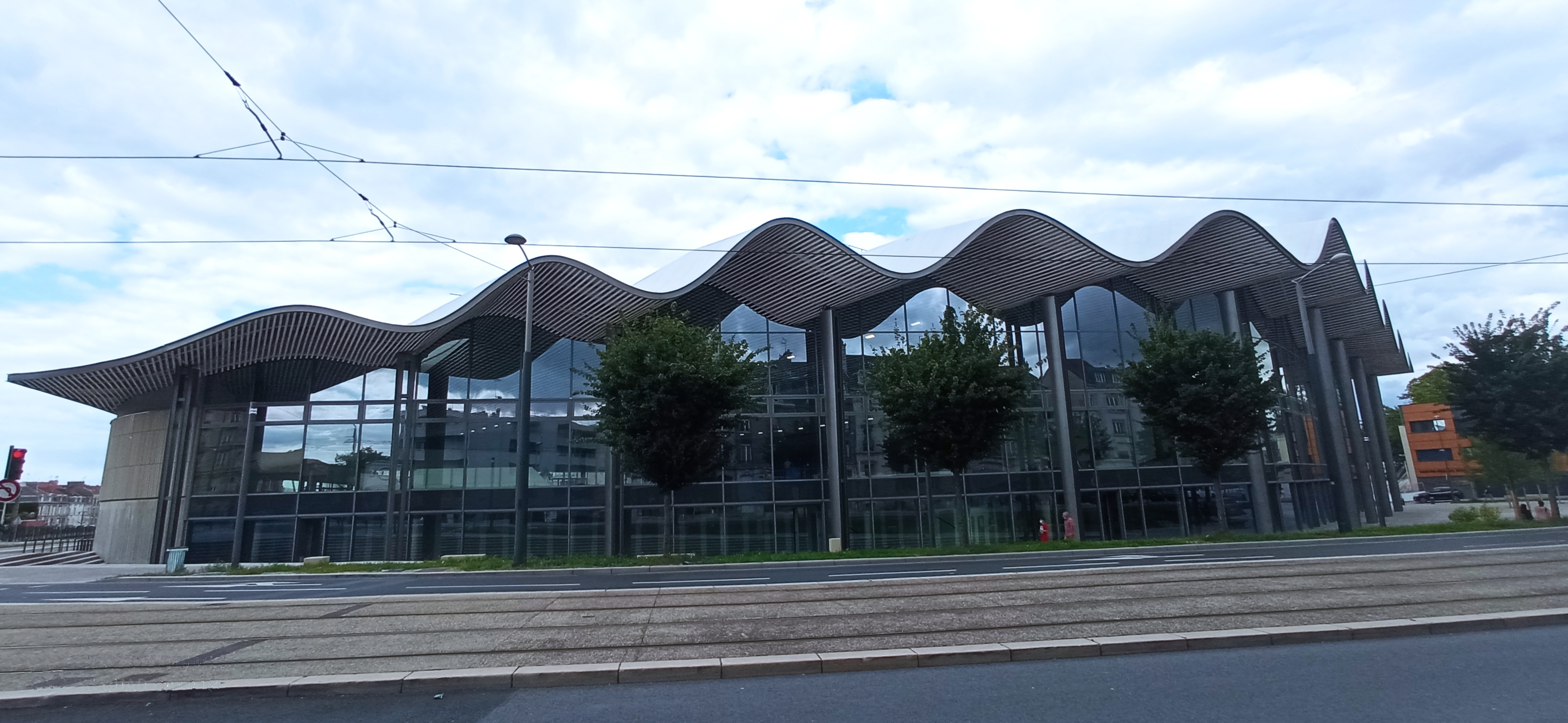
Prenant la place de l'ancienne SERNAM.

Complexe sorti en 2021 entre les rues De la petite vitesse, avenue de Laon et boulevard Jules-César.

### Complexe Géo-André
Terrains de football, de tennis, piste de glace entre autres.

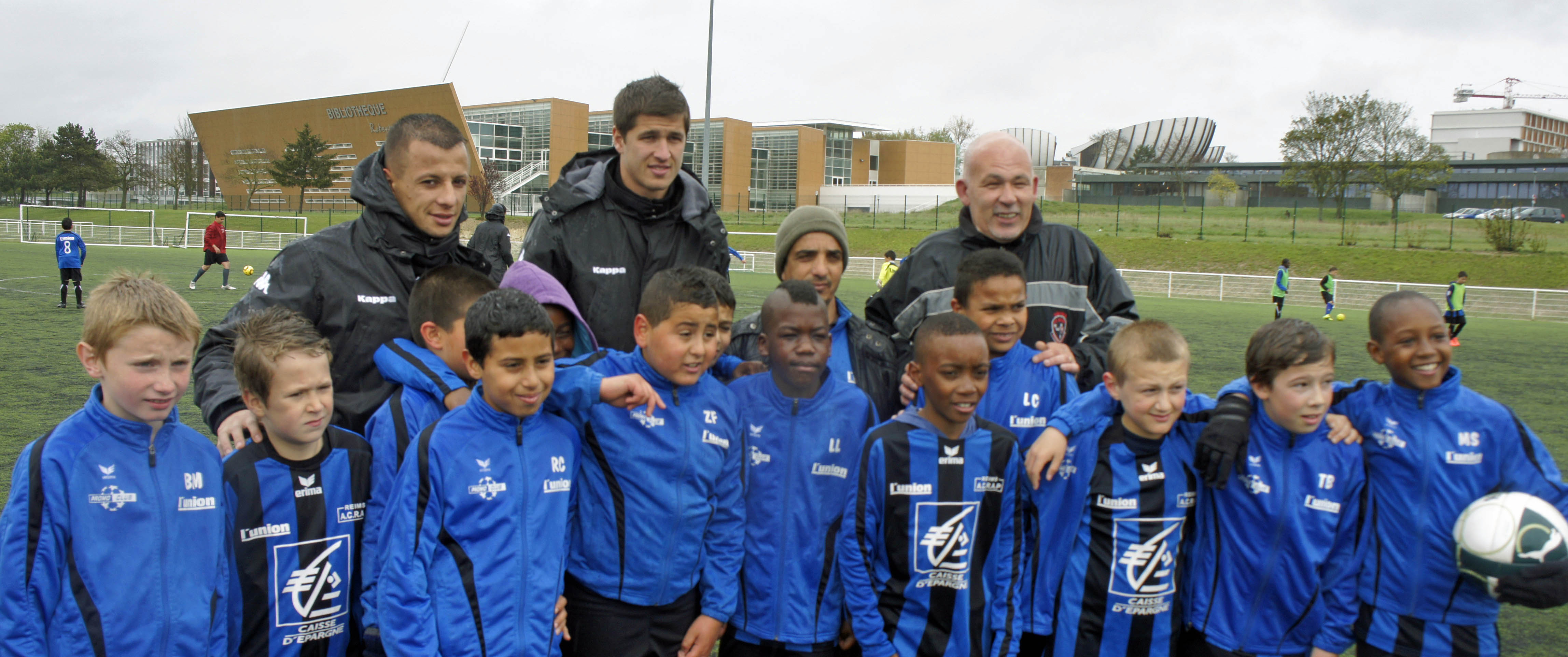
Anthony Weber et Kamel Ghilas sur le terrain de Géo-André.

### Complexe René-Tys

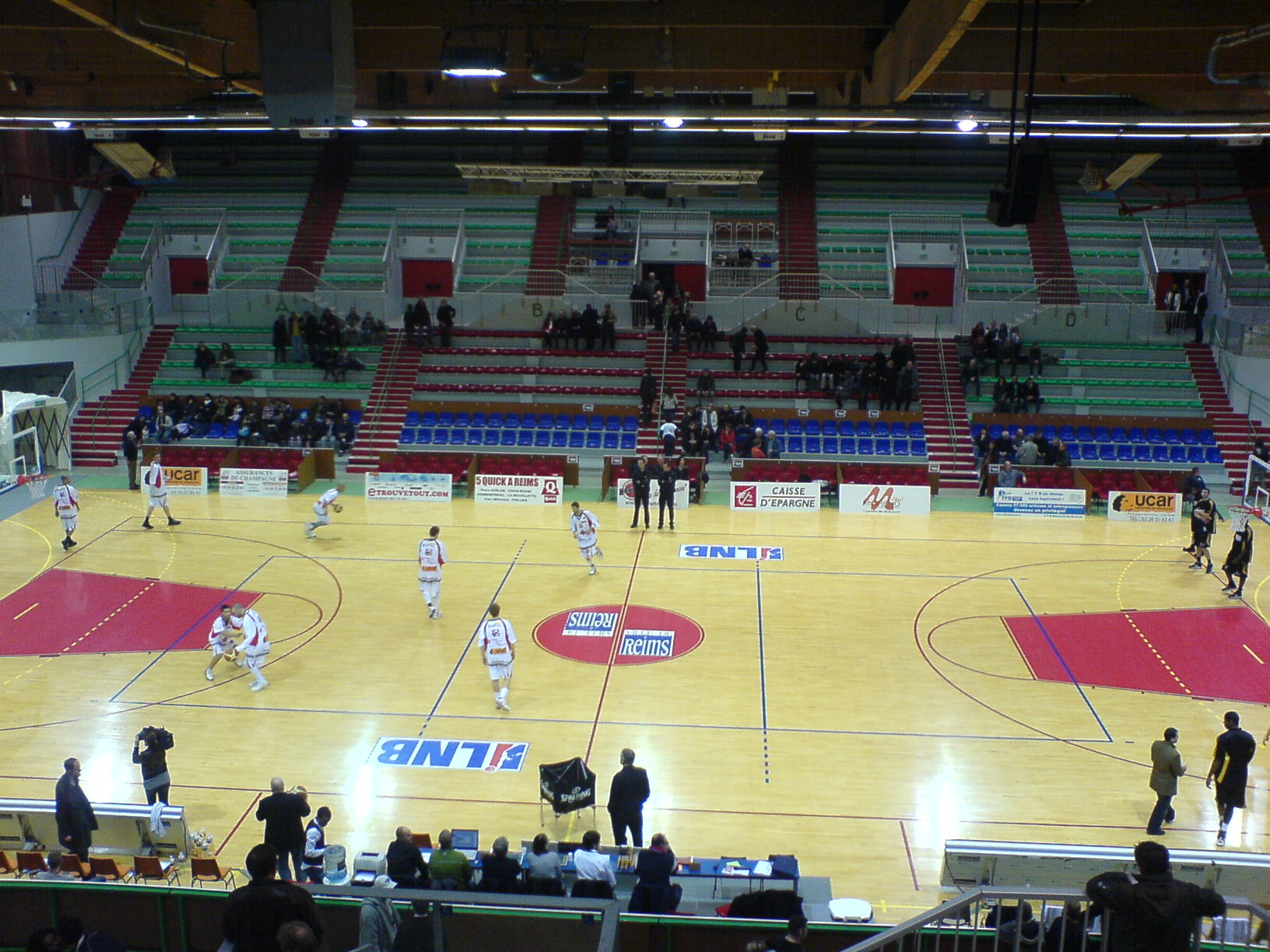
Complexe René-Tys.

Ce complexe composé de deux salles principales d'une capacité respective de 2791 et 1168 places et de salles spécialisées (boxe, judo, tennis de table ...) accueille principalement les matchs du Champagne Châlons Reims Basket et du Reims Basket Féminin. Le Olympique Rémois Tennis de Table joue ses matchs dans une des deux salles dévolues au tennis de table.

### UnCREPS

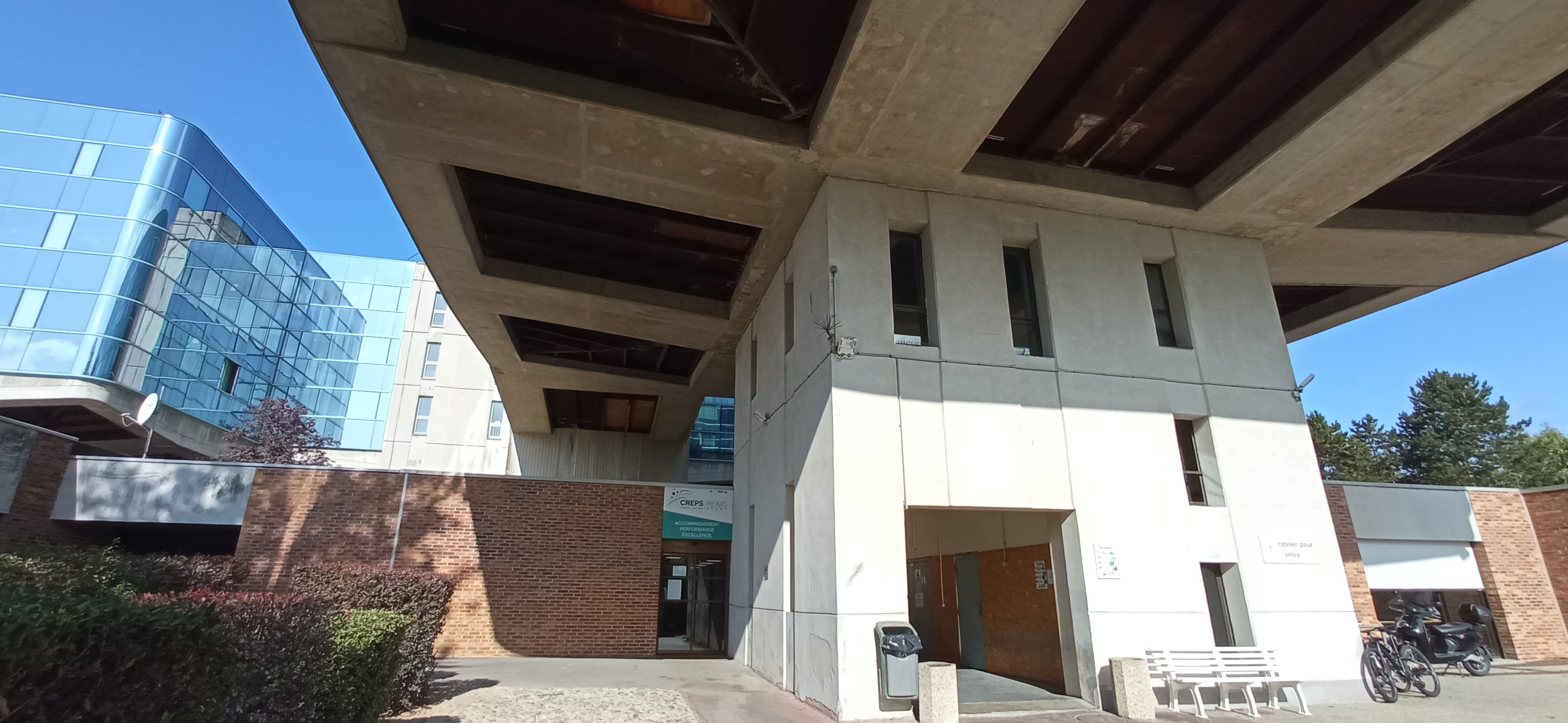
Accueil du CREPS.

Un Centre de ressources, d'expertise et de performance sportive dans le quartier Croix-Rouge.

### Circuit de Reims-Gueux
Ce circuit utilisé à partir de 1928 empruntait deux routes départementales et une portion de la route nationale 31. Il a accueilli notamment 11 éditions du championnat du monde de Formule 1 entre 1950 et 1966. La première édition en Grand Prix de France 1950 étant une des épreuves du premier championnat du monde de l'histoire. Une des tribunes est classée au patrimoine monumental français depuis 2009.

## Principaux clubs actifs

### Stade de Reims
Le Stade de Reims, fondé le 18 juin 1931 à Reims est le principal club de football de la ville. Dans les années 1950, le Stade de Reims s'impose comme le principal club français, et remporte à six reprises le championnat de France et deux fois la coupe de France entre 1949 et 1962. Le club atteint deux fois la finale de la Coupe Latine en 1953 et 1955 pour une victoire (en 1953). Le club participe ensuite à la première édition de la Coupe des clubs champions européens où elle atteint la finale où les rémois sont battus 4-3 par le Real Madrid. Trois ans après, le club dispute une deuxième finale face au même adversaire pour une nouvelle défaite. Le club alternera par la suite des saisons ordinaires entre la division 1 et la division 2 jusque sa liquidation judiciaire en 1991. Le Stade de Reims repart alors en Division d'honneur du Nord-Est, le 6e échelon du football français. En 2012, le Stade de Reims fait son retour dans l'élite, 33 ans après sa dernière saison au plus haut niveau national.

### Reims Champagne Hockey
Fondé en 2002, il est le club de hockey sur glace de la ville. Le club succède au Hockey Club de Reims mis en liquidation judiciaire cette année-là. Le club reparti au bas de la pyramide du hockey sur glace français en Division 3 soit le 4e et dernier niveau national. Le club décroche sa promotion en Division 2 dès la première saison de son existence. En 2007, après quatre saisons en Division 2, le club décroche sa montée en Division 1, niveau auquel le club évolue aujourd'hui.

### Le Reims enduro model car

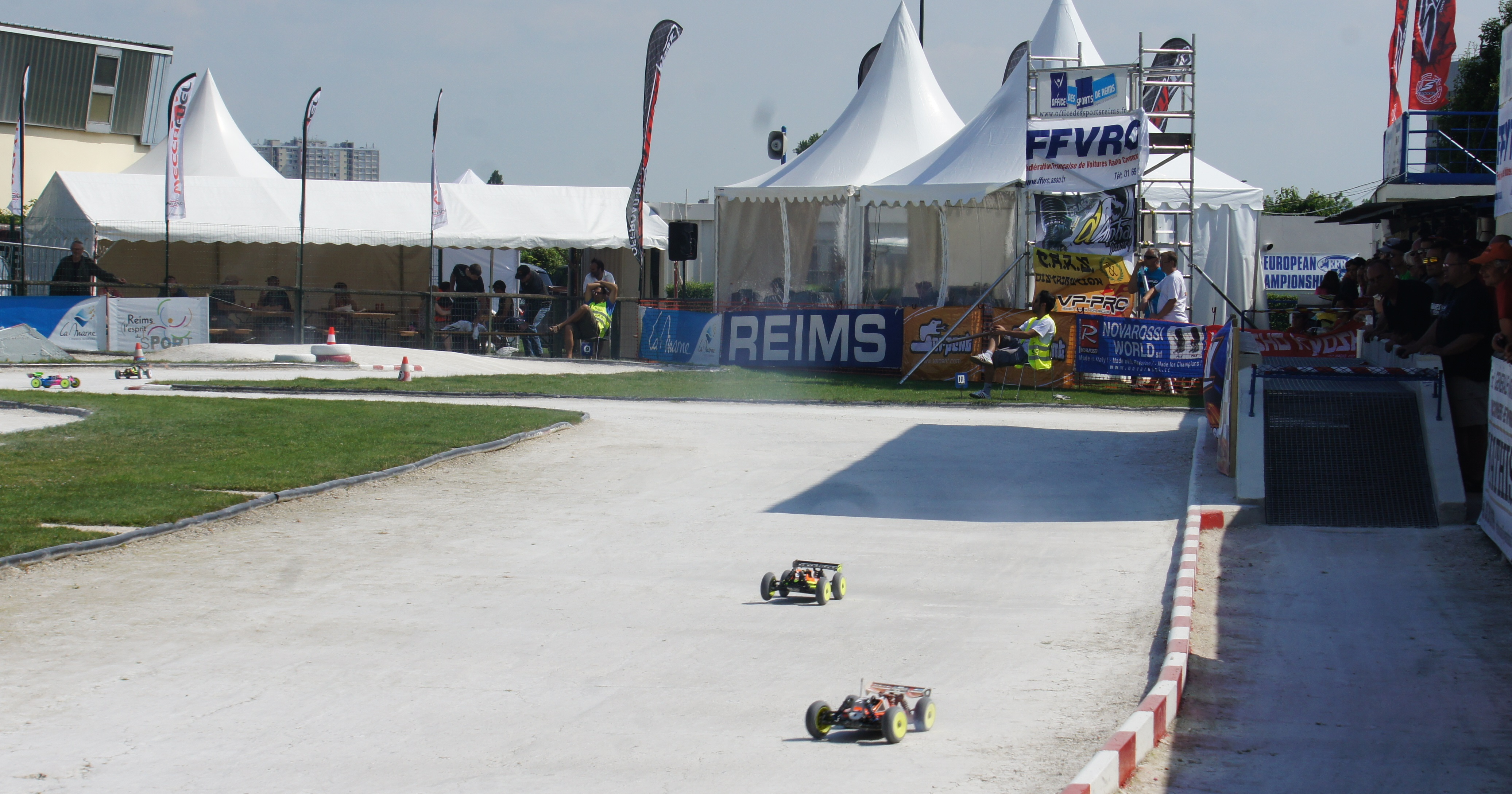
La piste.

Club de véhicules radio-commandés sur sa piste extérieure et d'intérieur .

### Cercle nautique des régates rémoises
Le Cercle nautique des régates rémoises (CNNR) résulte de la fusion réalisée en novembre 2019, des deux clubs historiques de la ville de Reims, le Cercle nautique rémois et les Régates rémoises.

### EFSRA

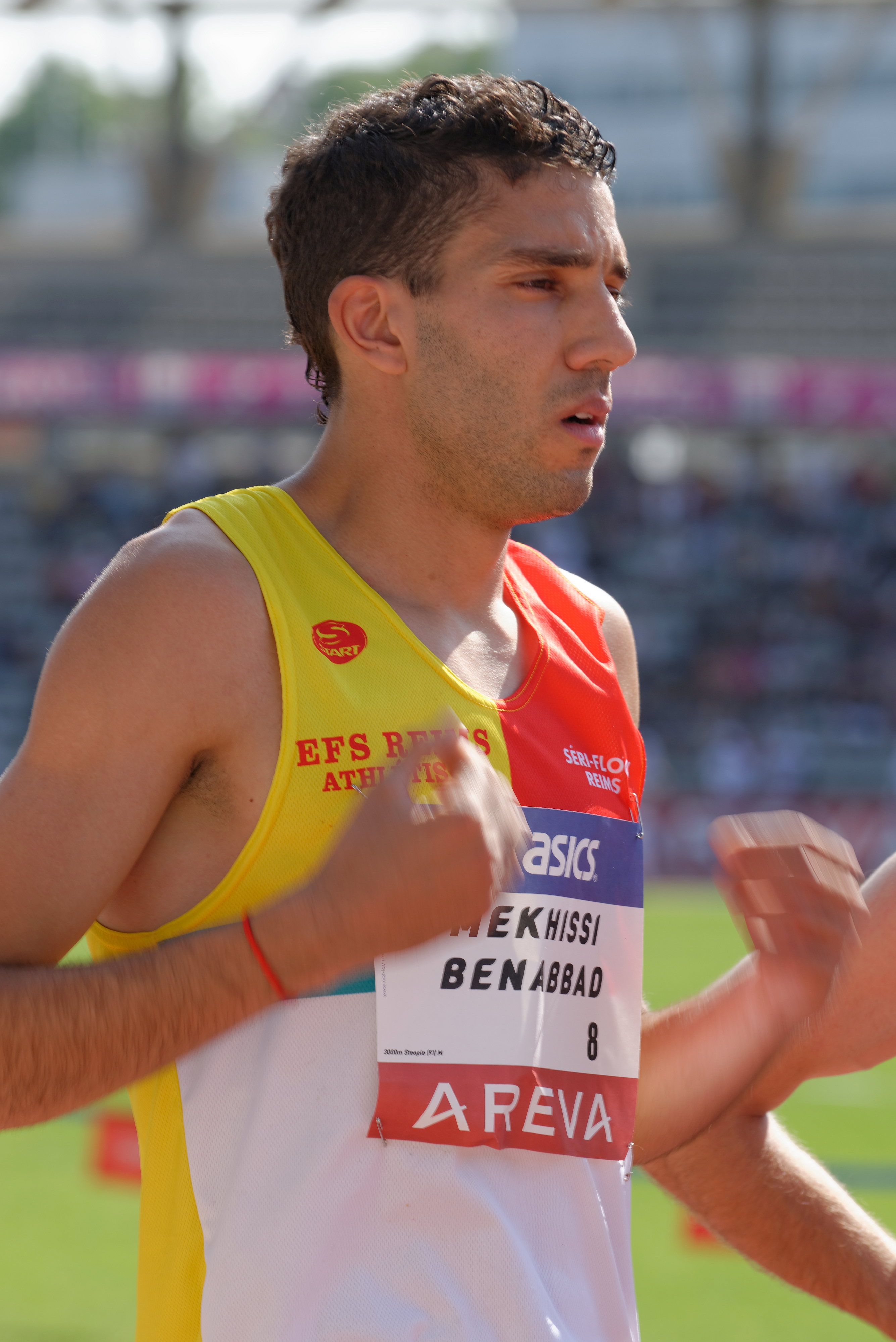
Mahiedine Mekhissi-Benabbad et
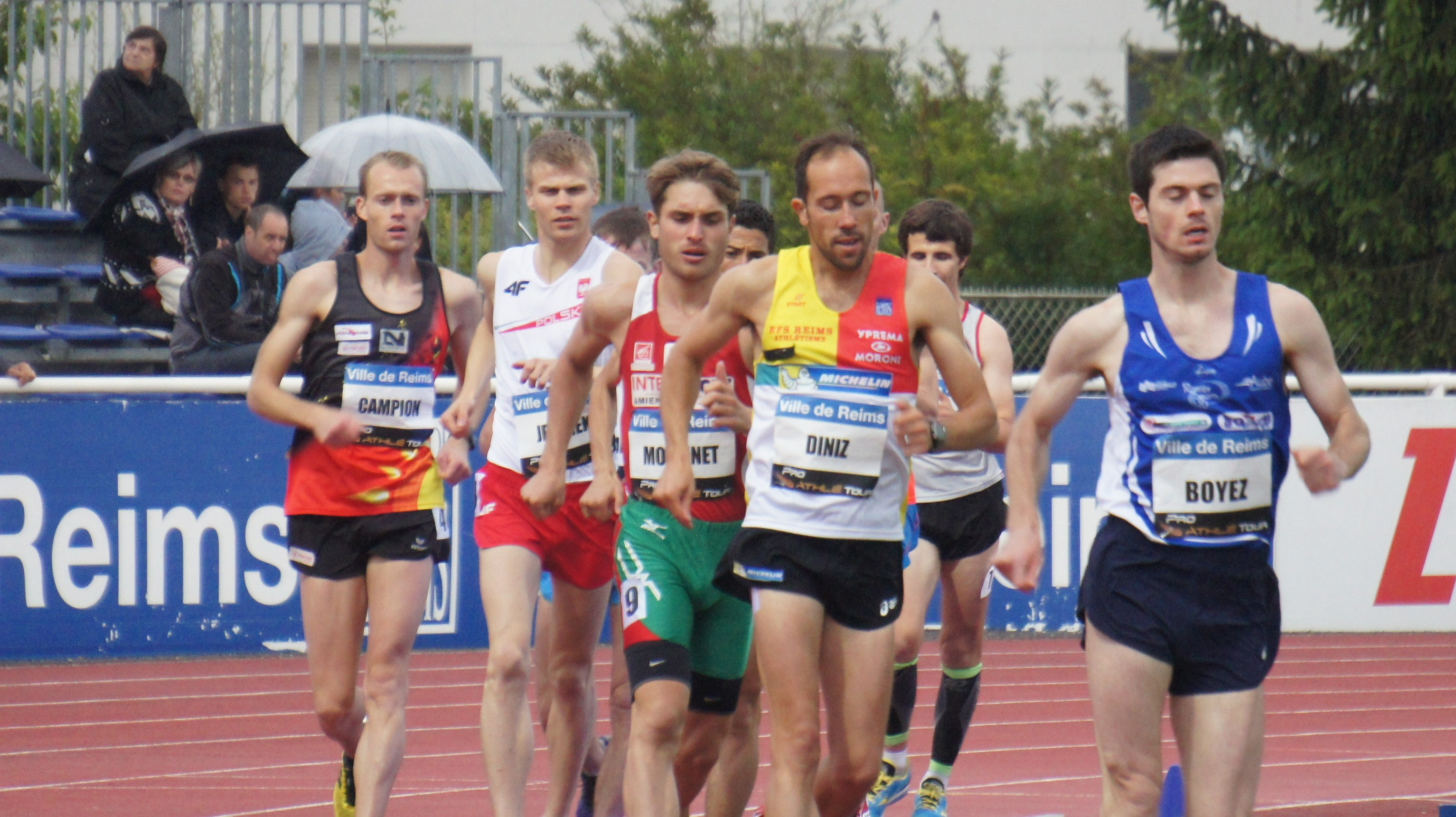
Diniz en jaune et rouge de l'EFSRA

Club d'athlétisme de Yohann Diniz, Marie Gayot de Mahiedine Mekhissi-Benabbad, et Eunice Barber.

### Champagne Châlons Reims Basket
Le Champagne Châlons Reims Basket est un club français de basket-ball évoluant en Pro A, soit l'élite du basket français. Le club est basé à Châlons-en-Champagne et Reims.

## Événements sportifs
Chaque année un certain nombre d'événements sont organisés à Reims comme :
- Le FISE Xpérience,
- Le marathon de Reims,
- Le championnat d'Europe de la Fédération européenne de radio-modélisme automobile,
- Des rencontres d’athlétisme dont le meeting national des sacres,
- Le jumping international de Reims.

Certaines ont disparu comme des courses de vélo sur piste, le Grand prix de Reims-Gueux.

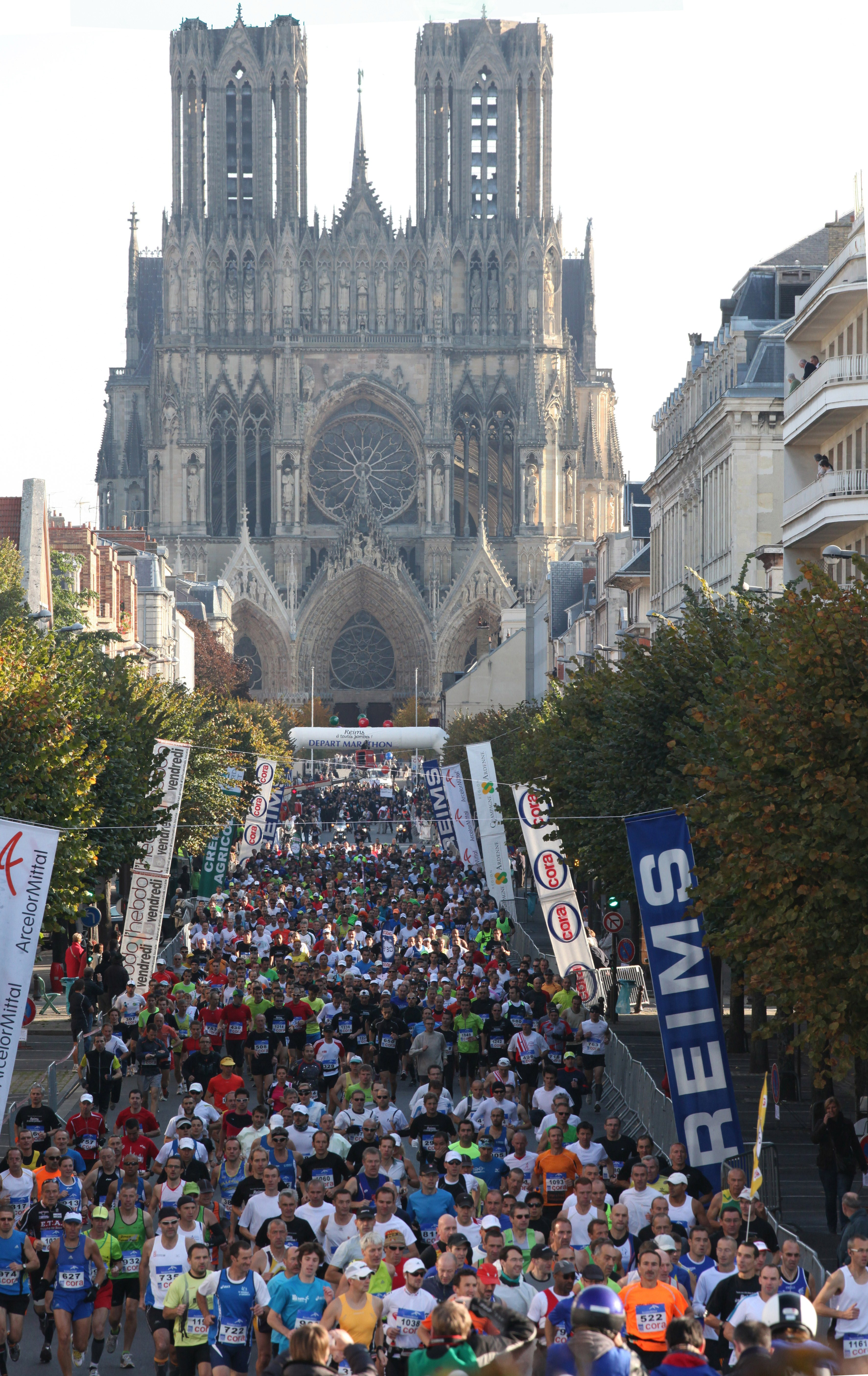
Marathon.
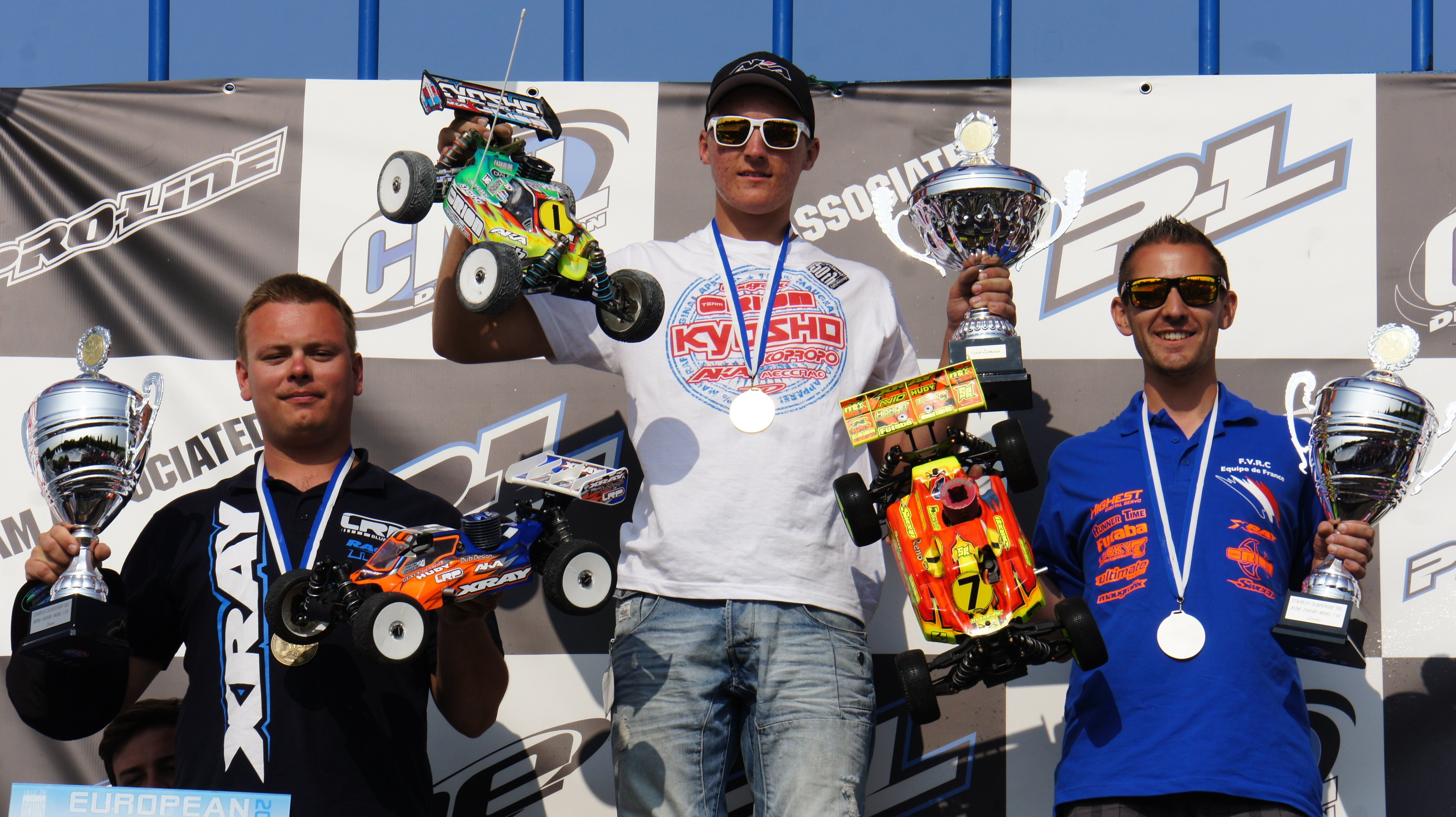
Le podium EFRA avec Renaud Savoya.
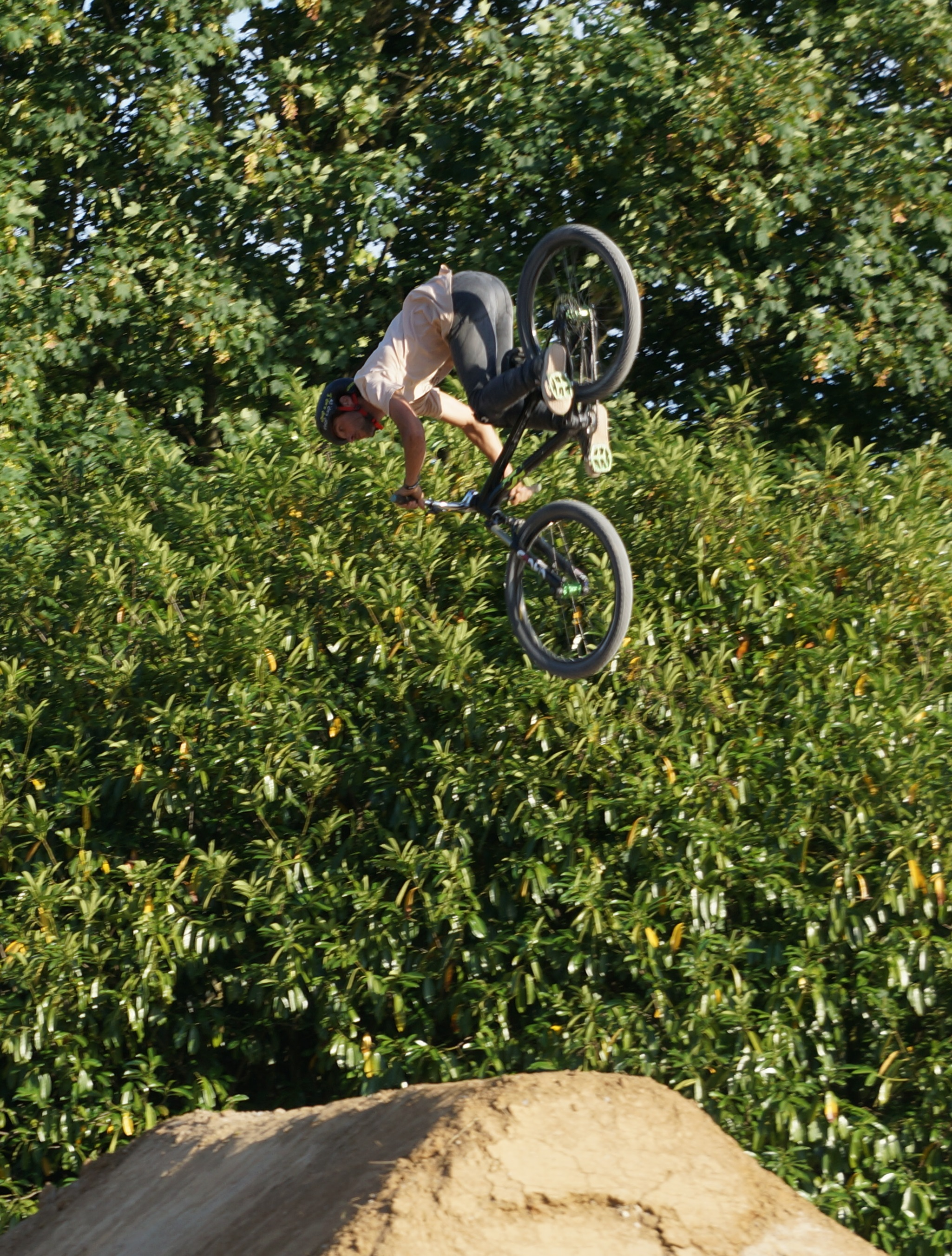
FISE.
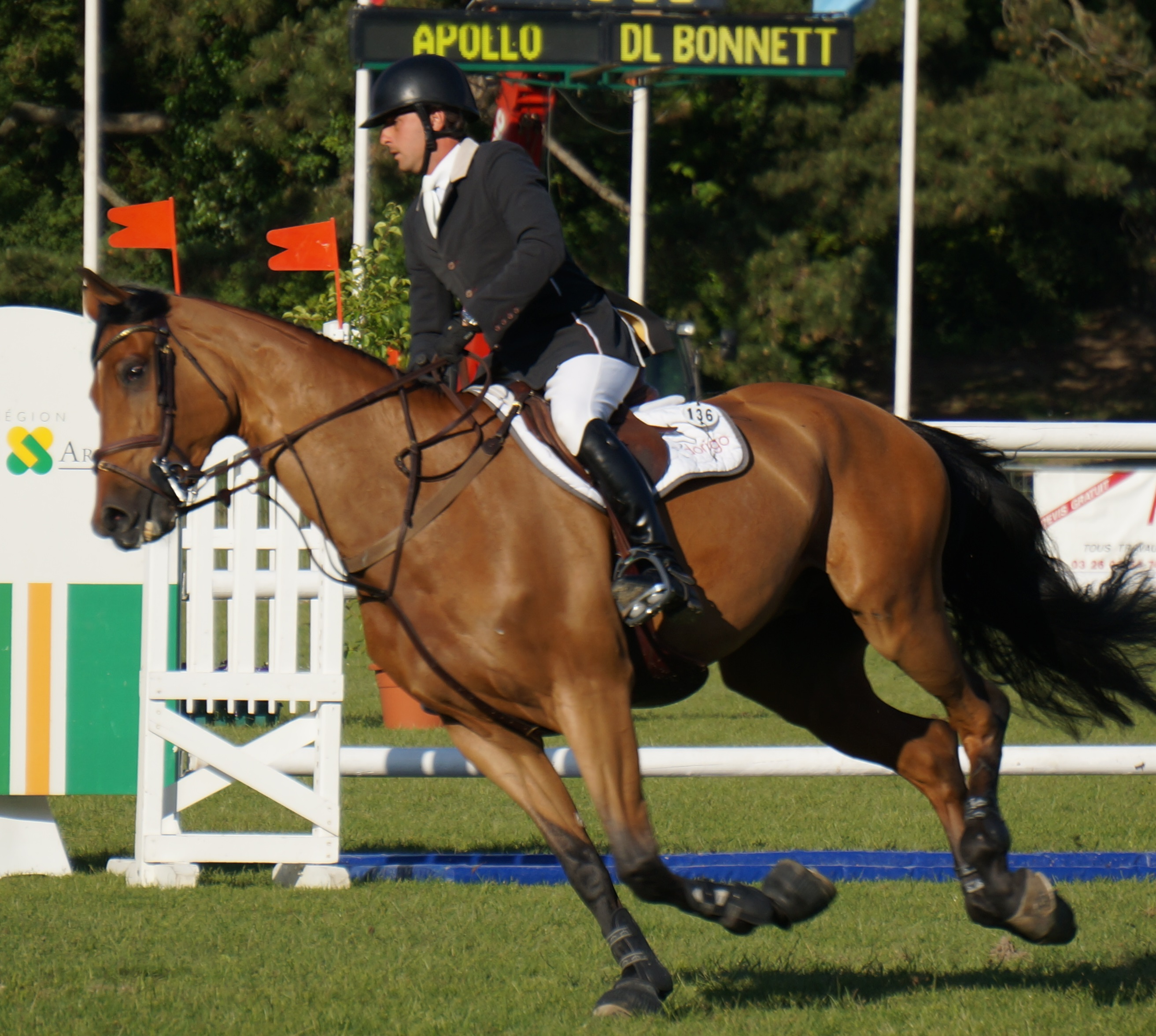
Saut d'obstacles.
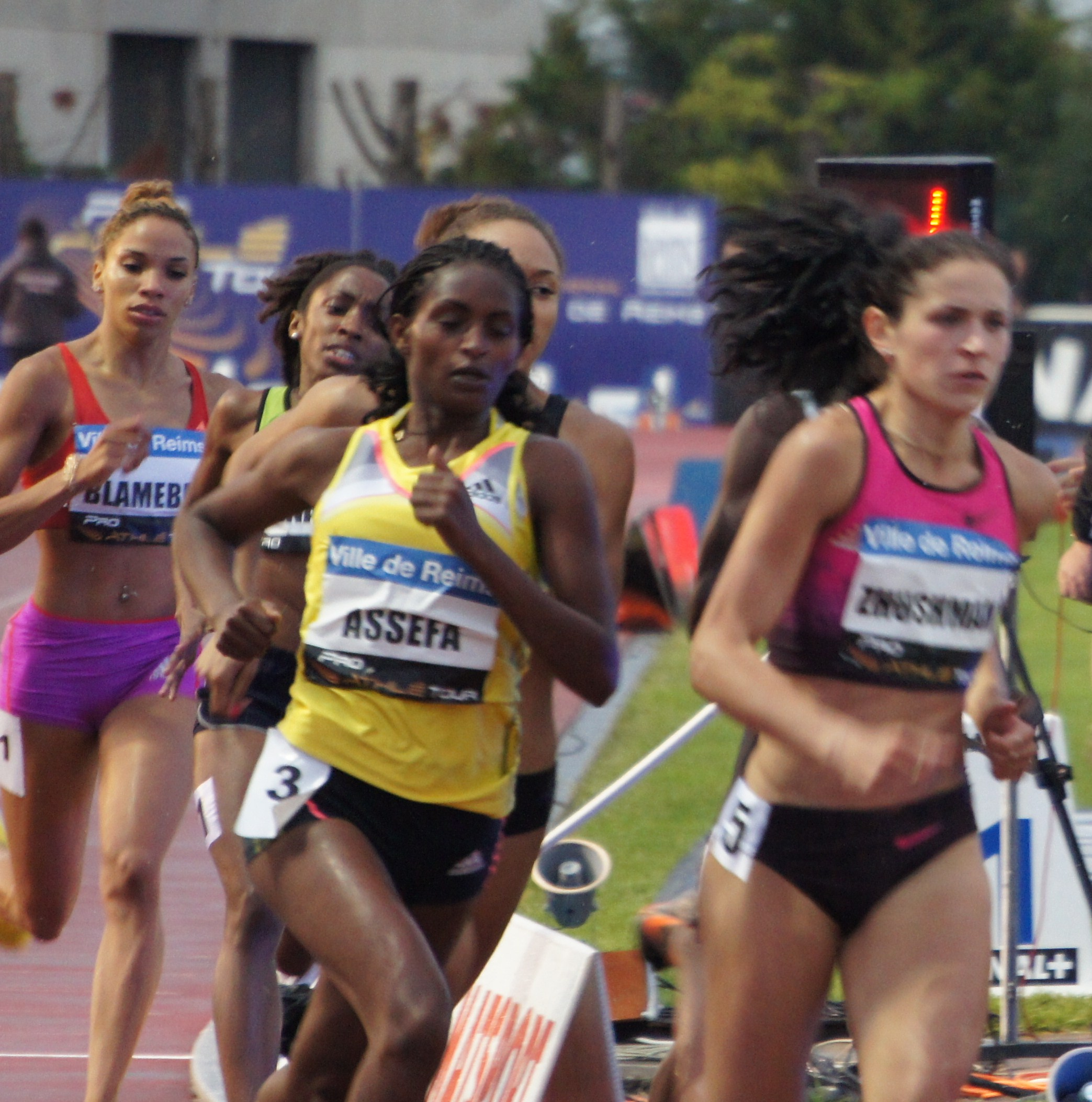
rencontres d'athlé de 2013.